# Агрегирование (программирование)
Агрегирование (англ. object aggregation, object composition), или, как его называли ранее, делегирование, в объектно-ориентированном программировании — методика создания нового класса из уже существующих классов путём их включения. Об агрегировании также часто говорят как об «отношении принадлежности» по принципу «у машины есть корпус, колёса и двигатель».
Вложенные объекты нового класса обычно объявляются закрытыми, что делает их недоступными для прикладных программистов, работающих с классом. С другой стороны, создатель класса может изменять эти объекты, не нарушая при этом работы существующего клиентского кода. Кроме того, замена вложенных объектов на стадии выполнения программы позволяет динамически изменять её поведение. Механизм наследования такой гибкостью не обладает, поскольку для производных классов устанавливаются ограничения, проверяемые на стадии компиляции.
На базе агрегирования реализуется методика делегирования, когда поставленная перед внешним объектом задача перепоручается внутреннему объекту, решающему задачи такого рода.

## Пример
Агрегация: профессора — факультеты, профессора остаются жить после разрушения факультета

Композиция: университет — факультеты, факультеты без университета погибают.

## Агрегация
Агрегация (агрегирование по ссылке) — отношение «часть-целое» между двумя равноправными объектами, когда один объект (контейнер) имеет ссылку на другой объект. Оба объекта могут существовать независимо: если контейнер будет уничтожен, то его содержимое — нет.
```
class
 
Professor
;

 

class
 
Department

{

  
private
:

    
Professor
*
 
members
[
5
];
  
// Aggregation, т. к. нет оператора delete

};

```

```
class
 
Ehe
 
// Пример агрегации

{

private
:

    
Person
&
 
_partner1
;
 
// Enthaltener Teil.  // Aggregation

    
Person
&
 
_partner2
;
 
// Enthaltener Teil.  // Aggregation

 

public
:

    
// Конструктор

    
Ehe
 
(
Person
&
 
partner1
,
 
Person
&
 
partner2
)

        
:
 
_partner1
(
partner1
),
 
_partner2
(
partner2
)

    
{
 
}

};

```

## Композиция
Композиция (агрегирование по значению) — более строгий вариант агрегирования, когда включаемый объект может существовать только как часть контейнера. Если контейнер будет уничтожен, то и включённый объект тоже будет уничтожен.
```
class
 
Department
;

 

class
 
University

{

  
private
:

    
Department
 
faculty
[
20
];
  
// Composition

};

```

```
class
 
Carburetor
;

class
 
Automobile

{

  
private
:

    
Carburetor
*
 
itsCarb
;
  

  
public
:
   

    
Automobile
()
 
{
itsCarb
=
new
 
Carburetor
();}

    
virtual
 
~
Automobile
()
 
{
delete
 
itsCarb
;}
 
// Composition, т. к. объект itsCarb будет удалён 

};

```